# Grotbramsel
Grotbramsel – żagiel rejowy na grotmaszcie, najczęściej jest to żagiel czwartego piętra ożaglowania rejowego, licząc od pokładu.